# Camp du Drap d'Or

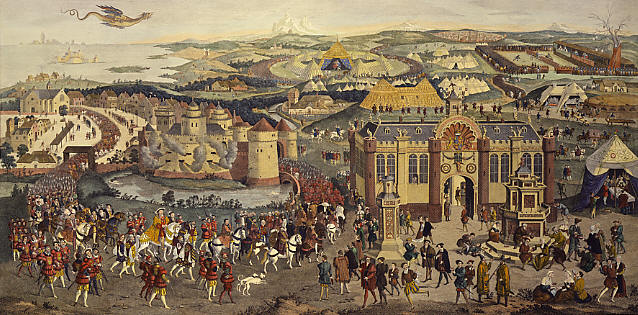
Gravyr av Field of Cloth of Gold, av James Basire 1774, från en oljemålning från 1500-talet i Georg III:s samlingar.

Camp du Drap d'Or, engelska: Field of Cloth of Gold, "Gyllenduksfältet", "Guldbrokadslägret" eller "Guldtygsfältet", kallades en plats i Balinghem, mellan Guînes och Ardres, i Frankrike, nära Calais.
Det var på denna plats ett spektakulärt möte ägde rum 7–24 juni 1520, mellan kungarna Henrik VIII av England och Frans I av Frankrike. Mötet anordnades för att stärka banden mellan kungarna efter det engelsk-franska fördraget 1518.

## Bakgrund
Det fanns två stormakter i Europa vid denna tid, Frankrike under Frans I och Habsburgriket under Karl V. England, som var svagare, sågs dock som en viktig allierad, och båda sidor försökte att vinna Englands gunst. 1518 hade Londonfördraget, en fredspakt mellan de större europeiska makterna för att stå emot den osmanska expansionen in i södra Europa, just skrivits under. Henrik hade även hållit ett inte lika spektakulärt möte med Karl V i Nederländerna en månad tidigare, och sedan senare i Calais.
Både Henrik och Frans ville uppfattas som renässansfurstar. Enligt renässanstankegångar kunde en stark furste välja fred tack vare sin maktställning. Mötet anordnades för att visa hur storslagna båda hoven var och att detta skulle vara grunden för ömsesidig respekt och fred mellan dessa nationer som traditionellt var fiender. Henrik och Frans liknade varandra, var i samma ålder och med liknade anseende, så det fanns troligen ömsesidig nyfikenhet. 
Allt var upplagt för att visa på jämbördighet mellan de båda sidorna. Mötet ägde rum precis på gränsen mellan engelskt och franskt territorium kring Calais. Dalen där det första mötet ägde rum hade jämnats ut så att ingen part skulle stå högre än den andre. Hela evenemanget sköttes av Kardinal Wolsey, som påvlig legat hade enorm makt i påvens namn. Han var karismatisk, vältalig och en mästerdiplomat.

## Mötet
Båda kungarna försökte överglänsa den andra, med bländande tält och kläder, stora fester, musik, tornerspel och tävlingar. Tälten och kostymerna uppvisade så mycket guldtyg, ett dyrbart tyg av silke och guldtråd, att det kom att ge namn åt platsen. 
Det mest utarbetade arrangemang gjordes för de båda monarkerna och deras stora följens logi; och för Henriks del var man mån om att göra ett storslaget intryck i Europa under detta möte. Ett tillfälligt palats, över en hektar stort, hade byggts för att ta emot den engelske kungen. Palatset var utformat i fyra block med en central borggård. Varje sida var omkring 90 meter. Den enda fasta delen var den 2,5 meter höga tegelgrunden. Ovanför fanns nio meter höga väggar av tyg som var uppsatta på träramar och målade för att se ut som sten eller tegel. Det sluttande taket var gjort av oljat tyg och målat i blyfärg för att ge ett intryck av takpannor. De samtida källorna berättar särskilt om hur mycket glas som använts, som gav en känsla av att vara utomhus. Det var dekorerat med överdådiga guldornament. Rött vin flödade ur två fontäner på utsidan. I kapellet fanns trettiofem präster. Kompositören Jean Mouton var troligen ansvarig för Frans I:s musik; det franska hovets kapell hade en av de finaste körerna i Europa och samtida källor uppger att de behagade sina lyssnare.
En fingervisning om storleken på Henriks följe ger det faktum att man under en månad konsumerade 2200 får. På fälten bakom slottet fanns 2800 tält för de mindre betydelsefulla besökarna och sagolikt klädda damer, riddare, tiggarmunkar, charlataner och alla sorters försäljare. 
Henrik nådde sitt högkvarter vid Guines 4 juni 1520, och Frans befann sig i Ardres. Efter att Kardinal Wolsey, med ett storslaget följe, hade besökt båda kungarna, möttes de vid Val Dor mitt emellan de båda platserna den 7 juni. 
De följande dagarna upptogs av turneringar, i vilka båda kungarna deltog, dock ej mot varandra. Det hölls banketter där kungarna bjöd in varandras drottningar. Det hölls bågskytte- och brottningstävlingar mellan brottare från Bretagne och England. 
Wolsey höll mässa och de båda härskarna skildes åt 24 juni, dagen för Kristi lekamens fest. Själva mässan avbröts av en mystisk händelse då en drake eller salamander flög över församlingen. De vidskepliga såg detta som ett omen, men det var troligtvis fyrverkerier som av misstag, eller avsikt, fyrats av. Richard Pace, en av Erasmus av Rotterdams vänner, predikade och kardinal Wolsey utdelade allmän avlat för alla närvarande.

## Följder
Mötet gjorde ett stort intryck på samtiden, men gav litet politiskt resultat. Enligt en fransk källa ska det ha gått snett då Henrik förlorade en brottningsmatch mot Frans. 
Relationen mellan de båda länderna försämrades snart efter evenemanget, då Henriks rådgivare Thomas Wolsey ordnade en allians med den tysk-romerske kejsaren Karl V, som förklarade krig mot Frankrike senare samma år.